# وانگ گوهوا
وانگ گوهوا (انگلیسی: Wang Guohua؛ زادهٔ ۳۰ ژانویهٔ ۱۹۷۵) وزنه‌بردار اهل چین بود. وی در بازی‌های المپیک تابستانی ۱۹۹۶ شرکت کرده‌است.